# Boreosmittia karelioborealis
Boreosmittia karelioborealis är en tvåvingeart som beskrevs av Tuiskunen 1986. Boreosmittia karelioborealis ingår i släktet Boreosmittia och familjen fjädermyggor.
Artens utbredningsområde är Finland. Inga underarter finns listade i Catalogue of Life.